# Rudolf Höfer (Mediziner)

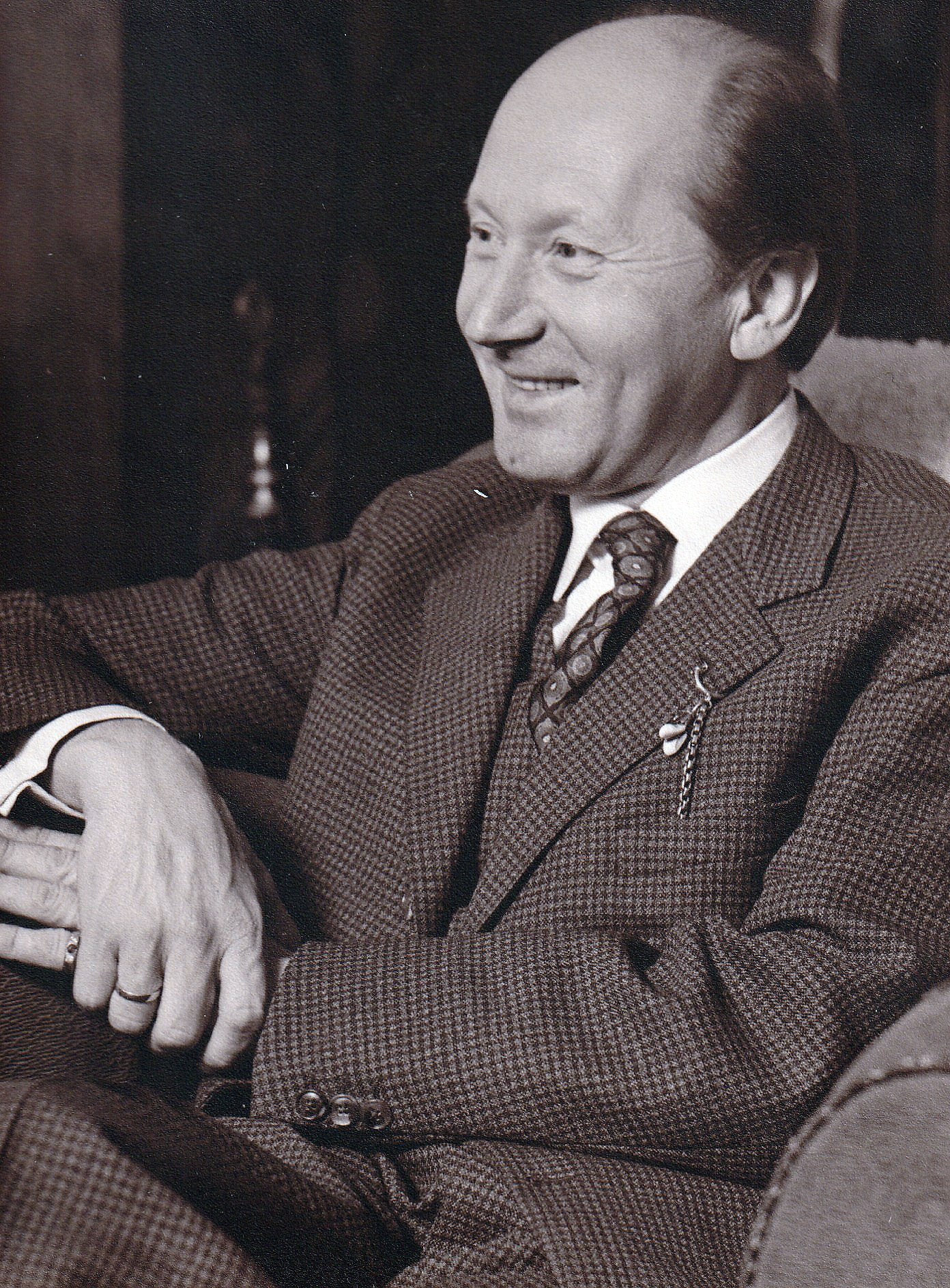
Rudolf Höfer (ca. 1970)

Rudolf Höfer (* 18. März 1923 in Wien; † 9. November 2023 ebenda) war ein österreichischer Nuklearmediziner, Internist und Schilddrüsen-Spezialist. Als erster Universitätsprofessor für Nuklearmedizin an der Universität Wien und Beauftragter der Internationalen Atomenergie-Organisation leistete er einen wesentlichen Beitrag zur Entwicklung der Nuklearmedizin als Fachgebiet in Österreich und Europa.

## Leben und Ausbildung
Höfer wurde als Sohn des aus Cieszyn (Teschen) stammenden Chirurgen und späteren Primar Rudolf Höfer (1886–1962) und der Wiener Ministerialbeamten-Tochter Editha Demel-Elswehr (1888–1957) geboren. Er wuchs in Wien-Hietzing auf, besuchte das Realgymnasium der Theresianischen Akademie und die Oberschule Wien 1, Stubenring, und maturierte 1941. Nach einem Semester Medizinstudium an der Universität Wien wurde er zum Militärdienst in Nordafrika eingezogen und geriet in US-amerikanische Kriegsgefangenschaft. Er wurde 1946 entlassen und nahm sein Studium in Wien wieder auf. Im Juli 1953 wurde Höfer zum Doktor der gesamten Heilkunde promoviert und trat nach einer kurzen Tätigkeit in der Prosektur des Krankenhauses Rudolfstiftung in die II. Medizinische Universitätsklinik der Stadt Wien unter Leitung seines späteren Mentors Karl Fellinger ein.
1953 heiratete Höfer die Kunsthistorikerin Inge Wegleiter (1926–2005). Er wurde am Hietzinger Friedhof bestattet.

## Forschung und Lehre
Während seines Studiums lernte Höfer den Arzt Herbert Vetter (1920–2009) kennen, der sein Interesse für das im Entstehen begriffene Feld der Nuklearmedizin weckte. Mit Vetter baute Höfer in den 1950er Jahren eine Isotopenstation an der II. Medizinischen Universitätsklinik auf und trug maßgeblich dazu bei, die klinische Anwendung von Radioisotopen für therapeutische und diagnostische Zwecke in Österreich zu etablieren. 1956/57 verbrachte Höfer als Fulbright-Stipendiat einen Studienaufenthalt an der University of California in San Francisco (UCSF) und Berkeley, gefolgt von einem Forschungsaufenthalt an der Medical School in London 1961.
Nach dem Wechsel Vetters an die Internationale Atomenergie-Organisation übernahm Höfer 1958 die Leitung der Isotopenstation. Seine wissenschaftliche Tätigkeit widmete er insbesondere der Erforschung, Diagnose und Therapie von Schilddrüsenerkrankungen. Darüber hinaus entwickelte er Methoden zur Nierenfunktionsszintigraphie, Hirntumordiagnostik sowie zur Messung der Leberdurchblutung mit Radiokolloiden. Diese Forschungen führten im Jahr 1966 zur Habilitation im Fach Innere Medizin. 1973 wurde das Isotopenlabor in eine eigenständige Abteilung überführt und Höfer als deren Leiter außerordentlicher Professor. 1983 folgte die Ernennung zum ersten Ordinarius für Nuklearmedizin an der Universität Wien. Höfer war Sprecher der Professorenkurie und 1992/93 Prodekan der Medizinischen Fakultät der Universität Wien. Als Mitglied der Baukommission „Neubau AKH“ trug Höfer maßgeblich dazu bei, die Nuklearmedizin als eine der am besten ausgestatteten Universitätskliniken in Europa zu konzipieren und begleitete 1992 als deren Vorstand den Umzug ins neuerrichtete Allgemeine Krankenhaus der Stadt Wien. Die Leitung der Universitätsklinik für Nuklearmedizin hatte Höfer bis zu seiner Emeritierung 1993 inne.
Höfer war Sekretär und Präsident (1972–1978) der Österreichischen Gesellschaft für Nuklearmedizin. Er gründete gemeinsam mit Karl Fellinger und Herbert Vetter das Symposium Radioaktive Isotope in Klinik und Forschung in Bad Gastein, das er von 1954 bis 1993 (mit)organisierte. Die Veranstaltung entwickelte sich zu einem der führenden internationalen Kongresse auf dem Feld der diagnostischen und therapeutischen Anwendung von Radioisotopen. Eine Besonderheit war die regelmäßige Teilnahme von Wissenschaftern aus Osteuropa, welche trotz der Restriktionen des Kalten Krieges im neutralen Österreich möglich war.
Im Jahr 1972 übernahm Höfer die Verantwortung für die Vorverhandlungen zur Gründung der European Nuclear Medicine Society (ENMS). Die formale Gründung erfolgte im Juni 1974 in Clermont-Ferrand, wobei er zum ersten Sekretär und Kassier der Gesellschaft ernannt wurde.
Darüber hinaus wirkte Höfer im Auftrag der Internationalen Atomenergie-Organisation bei der Errichtung von Isotopenstationen in Tunis, Kairo, Bukarest, Tirana, Syrien und dem Sudan mit. Zudem trug er zur Entwicklung von internationalen Ausbildungsrichtlinien für angehende Nuklearmediziner bei.

## Veröffentlichungen (Auswahl)
Höfer veröffentlichte rund 300 Arbeiten, darunter drei Monographien und 17 Bände des Symposiums Radioaktive Isotope in Klinik und Forschung (1960–1992).
- mit K. Fellinger und H. Vetter: Szintigraphie der Schilddrüse mit Jod-125. In: Nuklearmedizin. Band 3, Nr. 1, 1963, S. 20–24.
- mit K. Fellinger und H. Vetter: Salivary and thyroidal radioiodide clearances of plasma in various states of thyroid function. In: J Clin Endocrinol Metab. Band 16, Nr. 4, 1956, S. 449–462.
- mit K. Fellinger und H. Vetter: The disturbance in iodine metabolism produced by thyroid surgery. In: J Clin Endocrinol Metab. Band 17, Nr. 4, 1957, S. 483–501.
- mit H. Vetter: Acute leukaemia following radioiodine therapy of thyrotoxicosis. In: Br J Radiol. Band 32, Nr. 376, 1959, S. 263–264.
- mit W. Swoboda und H. Zimfrich: Hyperthyreose im Kindesalter. In: Österr. Z. Kinderheilk. Band 6, 1961, S. 8.
- mit G. Pfeiffer: A new method for studying iodine metabolism in the thyroid gland using a double tracer techique. In: Minerva Nucl. Band 7, 1963, S. 165–169.
- Nierenuntersuchungen mit Radiosiotopen. In: Wien Klin Wochenschr. Band 79, Nr. 36, 1967, S. 653–655.
- mit E. Ogris und G. Pfeiffer: Splenoportoscintigraphy to demonstrate portosystemic shunts. In: J Nucl Med. Band 9, Nr. 12, 1968, S. 624–629.
- New methods of organ visualization by radioisotope techniques. In: Acta Chir Belg. Band 68, Nr. 5, 1969, S. 321–341.
- K. Fellinger, R. Höfer (Hrsg.): Further Advances in Thyroid Research. 2 Vol. Wiener Medizinische Akademie, Wien 1971.
- mit R. Willvonseder: Anger scintillation camera as whole-body counter for quantitation and visualization of radionuclide retention. In: J Nucl Med. Band 18, Nr. 5, 1977, S. 497–498.
- mit H. Vetter: Die Nuklearmedizin an der II. Medizinische Univ.-Klinik. In: J. Dézy (Hrsg.): Die II. Medizinische Universitätsklinik in Wien. Brandstätter, Wien 1994, S. 48–54.

## Ehrungen
Anlässlich seines 90. Geburtstages wurde an der Universitätsklinik für Nuklearmedizin – zu diesem Zeitpunkt unter der Leitung seines Schülers Helmut Sinzinger – eine Ehrentafel erstellt.
Zu seinen Ehren wurde am 29. April 2015 in der Gesellschaft der Ärzte in Wien zum ersten Mal der Rudolf-Höfer-Preis für die beste Publikation im Zusammenhang mit der „Anwendung radioaktiver Isotope in Klinik und Forschung“ in Österreich vergeben. Dieser Preis wird jährlich verliehen.
Höfer ist Träger des Goldenen Ehrenzeichens für Verdienste um das Land Wien (1988) sowie Ehrenmitglied zahlreicher wissenschaftlicher Vereinigungen, wie der Gesellschaft der Ärzte in Wien und der Österreichischen Gesellschaft für Nuklearmedizin und molekulare Bildgebung.